# Myllykoski
Myllykoski Oyj war bis 2011 ein finnisches Familienunternehmen und Papierhersteller mit Sitz in Helsinki.
Sie war im Jahr 2010 weltweit der drittgrößte Hersteller von SC-Papieren und zählte zu den sechs führenden Herstellern von gestrichenen holzhaltigen Papieren.

## Geschichte
Das Unternehmen wurde 1892 in Finnland gegründet.
Zum 1. Februar 1996 wurde die 1862 gegründete MD Papier GmbH mit Sitz in Dachau durch Myllykoski und Metsä-Serla übernommen. Damit kamen die beiden Werke in Dachau und Plattling zum Unternehmen. 2007 erfolgte die Einstellung der Produktion am Standort Dachau.
Am 21. Dezember 2010 teilte das Unternehmen die Unterzeichnung des Vertrag zur Veräußerung von Myllykoski und Rhein Papier an UPM mit.
Die Europäische Kommission stimmte der Übernahme am 13. Juli 2011 ohne Auflagen zu.
Am 31. August 2011 gab UPM die Schließung der Werke Albbruck und Kouvola und die Stilllegung der Papiermaschine 3 in Ettringen bekannt.

## Produktionsstandorte bei der Übernahme durch UPM im Jahr 2010
Das Unternehmen produzierte zum Zeitpunkt der Übernahme durch UPM in insgesamt sieben Papierfabriken mit einer Produktionskapazität von insgesamt drei Millionen Tonnen Papier pro Jahr ungestrichene und gestrichene Publikationspapiere, einschließlich Zeitungsdruckspapier.
Bis Juni 2009 gehörte auch die Papierfabrik Utzenstorf zur Myllykoski Corporation.
Die Papierfabrik Albbruck mit 3 Papiermaschinen mit 320.000 Tonnen Jahreskapazität für gestrichene LWC/MWC-Druckpapiere auf Rolle und gestrichene, holzhaltige Format-Offsetpapiere wurde 2011 an UPM verkauft, die sie ihrerseits 2012 stilllegte und an die Karl-Gruppe verkaufte.

### Deutschland

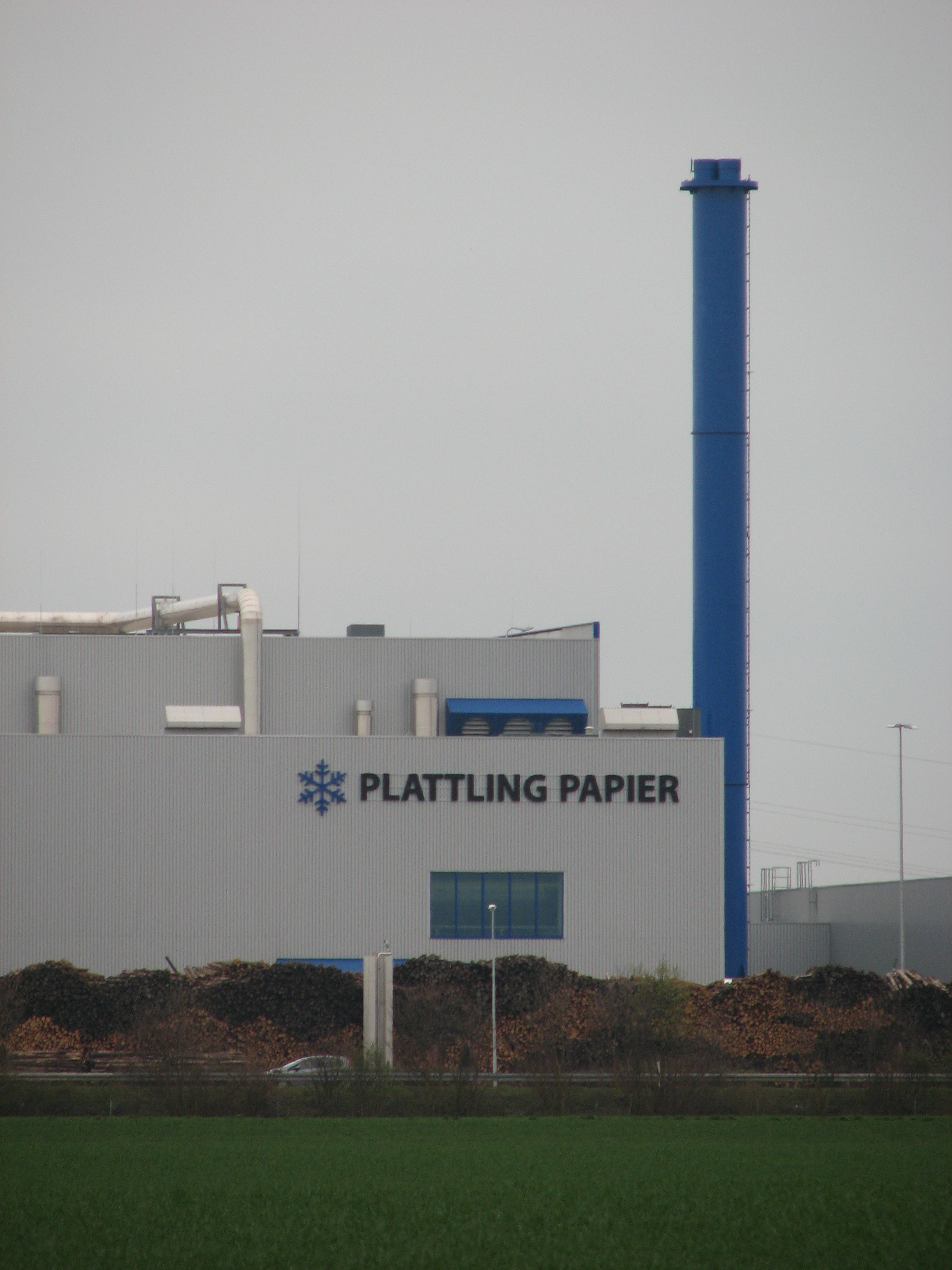
Plattling

- MD Papier GmbH (Plattling): 2 Papiermaschinen für gestrichene Tiefdruckpapiere auf Rolle, mittlerweile (Ende 2023) geschlossen[8]
- Rhein Papier GmbH Betriebsstätte Plattling : 1 Papiermaschine mit 380.000 Tonnen Jahreskapazität für ungestrichene SC-Papiere, ebenfalls geschlossen[9]
- Rhein Papier GmbH (Knapsack, Hürth): 1 Papiermaschine mit 310.000 Tonnen Jahreskapazität für Zeitungsdruckpapier, ebenfalls geschlossen[10]
- Gebrüder Lang GmbH Papierfabrik (Ettringen): 3 Papiermaschinen mit 600.000 Tonnen Jahreskapazität für Zeitungsdruckpapier, Schließung im Juli 2025[11]

### Finnland
- Myllykoski Paper Oy (Anjalankoski): 3 Papiermaschinen mit 570.000 Tonnen Jahreskapazität für SC- und MWC Papier für den Rollenoffset- und Tiefdruck

### USA
- Madison Paper Industries (Madison, Maine): 1 Papiermaschine mit 220.000 Tonnen Jahreskapazität für ungestrichene SC-Druckpapiere für Tiefdruck